# João José de Melo
João José de Melo (cerca de 1700 - Goa, 10 de janeiro de 1774) foi um administrador colonial português, sendo o 75.º governador da Índia. 

## Biografia
João de Melo era filho de Cristóvão de Melo, antigo governador da Índia e, como seu pai, foi vedor geral da Fazenda na colônia. Casou-se com Inácia Leonor de Vilhena e teve três filhos. Morreu no exercício do governo.

## Governo
Enquanto vedor geral da Fazenda, após a saída do Conde da Ega do governo da Índia, compôs junto com Dom António Taveira da Neiva Brum da Silveira e com João Baptista Vaz Pereira, o 13.º Conselho de Governo da Índia, entre 1765 e 1768. As medidas de redução de despesas foram o grande legado deste Conselho.
Por carta régia de 12 de março de 1768, foi nomeado 75.º Governador da Índia. Em 1771, por entendimento da Metrópole de que não seria mais possível a formação do antigo Império Português, foi extinto o título de Vice-Rei e instituído o de Capitão-Geral. Durante seu governo, foram extintas a Companhia de Cavalos da Guarda do Vice-Rei, a Casa dos Contos de Goa, vários cargos do Palácio, entre eles a de Capitão da cidade, além da redução do ordenado do Governador, visando a redução de custos de manutenção. No lugar da Casa dos Contos, foi criada a Junta da Real Fazenda, com métodos de escrituração mais modernos. 